# Human Head Studios
Human Head Studios, Inc. era uma desenvolvedora de jogos eletrônicos com sede em Madison, Wisconsin, Estados Unidos.